# Јован I Велики Комнин
Јован I Велики Комнин је био трапезунтски цар од 1235. до 1238. из династије Великих Комнина. Био је најстарији син Алексија I Комнина.
Врло мало детаља је забележено о Јовановој владавини, а и животу. Оно што се поуздано зна је то да је погинуо док је са византијским племством играо човган, претечу коњичке игре поло. Извори наводе да је пао са коња и погинуо.
Јован I Велики Комнин Аксух (грч. Ιωαννης Κομνηνος Αξουχος) је био цар Трапезунтаског царстав од 1235. па до 1238. године, по хроници Михајла Панарета, цар Јован I је владао шест година; иако Вилијам Милер следи Фолмерајера у претпоставци да је ово била грешка и да је цар Јован I Велики Комнин ипак владао  три године, друго могуће решење је да је цар Јован I био савладар са својим претходником царм Андроником I Гидом три године, а затим је владао сам још три године.

## Позадина
Био је најстарији син цара Алексија I од Трапезунта и његове жене коју примарни извори не именују; неки писци су је назвали Теодора Аксухина. Милер сугерише да је он можда био малолетан у време очеве смрти 1222. године, јер је његовог оца наследио Алексијев зет, Андроник I Гид. Током опсаде Синопе, један од извора наводи да је Алексије имао „у Трапезунту одрасле синове који су способни да владају“, па је јасно да је Јован рођен пре 1214. године.

## Владавина и смрт
Мало је информација забележено о Јовановој владавини, осим да је Јован умро док је играо човган, варијанту коњичке игре поло, која је била популарна међу византијским племством, када је пао са коња и био изгажен до смрти. Његов наследник требало је да буде извесни Јоаникије, који је био монах у манастиру, а на престо се попео Јованов други брат Манојло I. Од Фалмераиера, већина историчара претпоставља да је Јоаникије био син цара Јована I Аксуха, али Панаретова хроника не наводи како је Јоаникије био у сродству са царем Јованом I Аксухом. Рустам Шукуров је тврдио да је Јоаникије био брат и Јована I и Манојла I.
Да ли је цар Јован I издао сребрне новчиће или аспере, спорно је јер неки новији ауторитети верују да се новчићи који му се приписују боље уклапају са асперима искованим током владавине цара Јована II Великог Комнина на основу нумизматичких разлога.